# Leonie Kullmann
Leonie Kullmann (* 26. August 1999 in Dresden) ist eine deutsche Schwimmsportlerin.

## Werdegang
Aufgewachsen in Backnang, war Kullmann bis 2008 in der TSG Backnang in den Sportarten Akrobatik, Ski Alpin, Leichtathletik und Schwimmen aktiv. Danach lebte sie mit ihrer Familie im amerikanischen Tuscaloosa, Alabama. Dort begann sie 10-jährig mit dem Schwimmtraining bei Crimson Tide Aquatics. 2011 zog sie zurück nach Dresden und wurde Mitglied der 1. Dresdner SG. Seit 2013 schwimmt sie für die Berliner SG Neukölln.
Sie ist seit 2014 Mitglied des Perspektivteams des Deutschen Schwimm-Verbandes.
Kullmann studiert seit 2017 an der TU Berlin Wirtschaftsingenieurwesen.

## Erfolge
2013 nahm Kullmann am Europäischen Olympischen Sommer-Jugendfestival in Utrecht teil und gewann Silber mit der 4-mal-100-Meter-Freistilstaffel. Im folgenden Jahr qualifizierte sie sich für die Jugendeuropameisterschaften in Dordrecht und gewann dort Bronze in 200 Freistil und 3 × Staffelsilber.
Im Jahr 2015 nahm Kullmann an den 1. Europaspielen in Baku teil und gewann über 400 Meter Freistil Silber und zweimal Bronze, über 200 Meter Freistil und mit der 4-mal-100-Meter-Freistilstaffel. Im gleichen Jahr belegte sie bei den Deutschen Kurzbahnmeisterschaften 2015 über 400 Freistil den dritten Platz hinter Johanna Friedrich und Reva Foos.
Bei den Deutschen Schwimmmeisterschaften 2016 belegte Kullmann über 200 Meter Freistil Platz 3 hinter Annika Bruhn und Sarah Köhler. Sie qualifizierte sich als jüngste deutsche Schwimmerin für die Teilnahme an der 4-mal-200-Meter-Freistilstaffel bei den Olympischen Sommerspielen 2016 in Rio de Janeiro. Die Staffel belegte Rang zwölf.